# Окараву

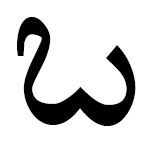
Окараву

Окараву , вокараву (канн. ಒಕಾರವು) — буква алфавита каннада, обозначает краткий гласный «О» (огубленный гласный заднего ряда средне-верхнего подъёма, санскр. храсва свара о), в начале слова в разговорной речи, так же как и армянская буква Во, может иметь призвук "В". Внутри слова передаётся с помощью сварачихнама отва, состоящего из етвы и комбу дирга ೊ .  Отличительной особенностью алфавита телугу и каннада является графическая близость (омоглифия) букв «Ба» и «О» ( ಬ - ಒ ).

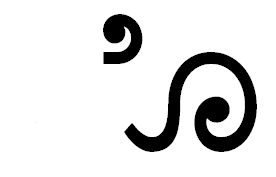
Отваву